# Уханска битка
Уханската битка (на китайски: 武汉之战), известна сред китайците като отбраната на Ухан, а на японците като превземането на Ухан, е мащабна битка от Втората китайско-японска война. Сраженията се провеждат в обширни райони от провинциите Анхуей, Хънан, Дзянси, Джъдзян и Хубей за период от четири месеца и половина. Тази битка е най-дългата, най-голямата и може би най-значимата от ранните етапи на Втората китайско-японска война. Повече от един милион войници на националната революционна армия от Пета и Девета военна зона са поставени под прякото командване на Чан Кайшъ за защитата на Ухан от императорската армия на Япония в Централен Китай водена от Шунроку Хата. Китайските сили са подкрепени от съветската доброволческа група както и от група пилоти доброволци от съветските ВВС.
Въпреки че битката завършва с превземането на Ухан от японските сили, тя води до тежки жертви и от двете страни, достигащи според някои оценки до общо 1,2 милиона души. Поради претърпените тежки загуби японците решават да отклонят вниманието си на север, удължавайки войната до атаката срещу Пърл Харбър. Краят на битката сигнализира за началото на стратегическа безизходица във войната и преминаване от големи битки към локализирани сражения.